# Giovanni Francesco Marino Marzano

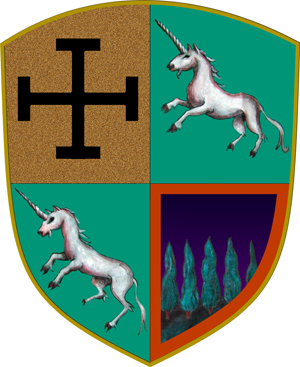
Wappen von Marino Marzano

Giovanni Francesco Marino Marzano (* 1420 in Sessa Aurunca; † 1494 in Neapel) war ein italienischer Adliger. Er war Fürst von Rossano, 6. Herzog von Sessa Aurunca, Graf von Alife, Montalto und Squillace und Großadmiral des Königreichs Neapel.

## Leben
Giovanni Francesco Marino Marzano war der einzige Sohn von Giovanni Antonio Marzano und Covella Ruffo, der Cousine der Königin des Königreichs Neapel, Johanna II. von Anjou-Durazzo. Er war mit der aragonesischen Krone verbunden, da er am 3. Mai 1444 Eleonora, die Tochter des Königs des Königreichs Neapel, Alfons V. von Aragon, genannt  „der Großmütige“, heiratete. Nach dem Tod seines Vaters (1453) wurde Marino Marzano Herzog von Sessa Aurunca, Graf von Alife und Großadmiral.
Nach dem Tod von Alfons V. (27. Juni 1458) begab sich Marino Marzano nach Neapel, um dessen einzigen Sohn Ferdinand I. von Aragon, der aus einer unehelichen Beziehung hervorgegangen war und sein Schwager war, zu huldigen. Im November wurde Marzano mit 105 Rittern nach Kalabrien geschickt, um die Rebellion des Markgrafen von Crotone, Antonio Centelles, niederzuschlagen. In Kalabrien angekommen, wurde er vom Fürsten von Tarent, Giovanni Antonio Orsini del Balzo, zur Rebellion angestiftet. Ohne dem König den Krieg erklärt zu haben, lagerte Marino Marzano im Juli 1459 mit 1000 Reitern zwischen Prata und Alife, führte Raubzüge und Plünderungen in Capua zwischen den Flüssen Volturno und Garigliano und in der Liri-Ebene durch und trieb die Bewohner Kampaniens zum Aufstand.
Die Ursache des inneren Konflikts im Königreich Neapel war im Wesentlichen politischer und machtpolitischer Natur und resultierte aus der Entscheidung König Ferdinands I., Kollaborateure katalanischer Herkunft den unzuverlässigen Baronen des Königreichs vorzuziehen. Letzteren schlossen sich zahlreiche mächtige Feudalherren an, die den Franzosen Johann II. von Anjou – Sohn von René I. (Anjou) –  auf den Thron bringen wollten.
So wurde Marino Marzano zum wichtigsten Unterstützer Johanns II. und kämpfte an seiner Seite. Nachdem Johann II. von Anjou mit einer Flotte Genua verlassen hatte, erteilte ihm Marzano im November 1459 die Erlaubnis, in seinen Ländern zu landen. Im Dezember trafen sie sich in Baia al Volturno, um eine Vereinbarung gegen Ferdinand I. zu treffen und eine militärische Strategie zu planen. Am 20. Dezember eroberte der König Calvi zwischen Capua und Teano, das den Weg in die Abruzzen kontrollierte, aber Marzano eroberte es zurück. Nach einem Aufenthalt in Teano begleitete Marino Marzano Johann II. von Anjou nach Sessa Aurunca, wo er ihm die Treue schwor.

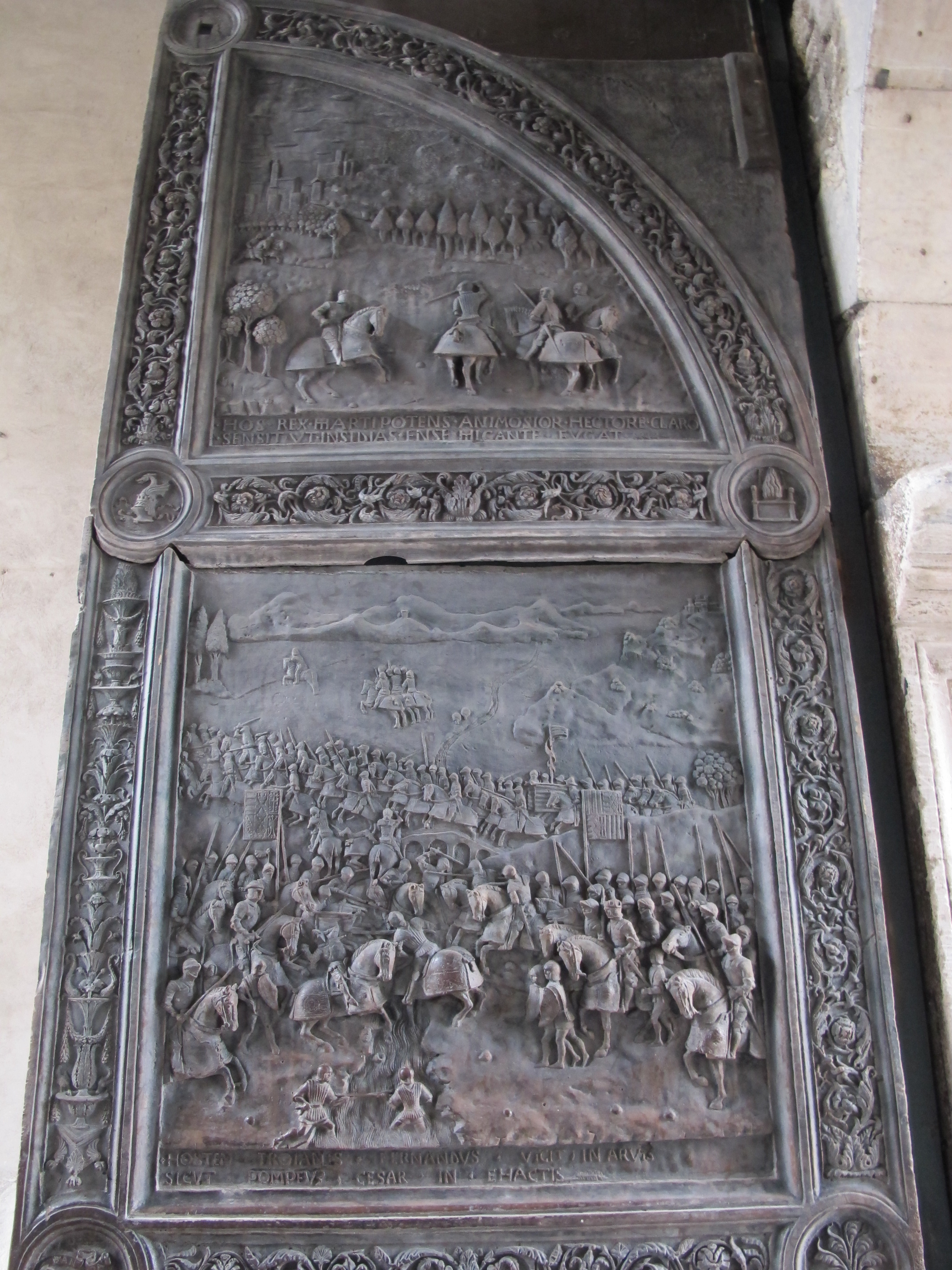
Relief des Attentats auf Ferdinand I. (oben), Castel Nuovo in Neapel

Später scheint er sich mit dem König versöhnen zu wollen, mit dem er im Mai 1460 in Torricella bei Teano zusammentraf, um ein Friedensabkommen zu erreichen. Marino Marzano und seine Gefährten Deifobo dell’Anguillara und Giacomo Montagano versuchten, den König mit einem Dolch zu töten, scheiterten aber an dessen Reaktion; diese Episode wurde von Giuliano da Maiano in einem Relief an der Bronzetür des Castel Nuovo in Neapel dargestellt. Marino Marzano wurde zum Rebellen erklärt und setzte die Feindseligkeiten fort. Nach der Niederlage Johanns II. von Anjou bei Troia im August 1462 griff der König den Herzog Marino Marzano in dessen Territorium bei Sessa Aurunca an und besiegte ihn im Juli 1463, woraufhin er zum Friedensschluss gezwungen war. Dieser wurde dadurch besiegelt, dass Marinos Sohn Giovanni Battista, der damals vier Jahre alt war, die damals sechsjährige Königstochter Beatrice heiraten sollte.
Nach der Kapitulation Marzanos versprach Johann von Anjou, Sessa Aurunca innerhalb von vierzehn Tagen zu verlassen, und floh mit Marzanos Hilfe nach Ischia. Trotz des Paktes mit dem König blieb Marino Marzano mit Johann II. von Anjou in Verbindung und schickte ihm Proviant, Soldaten und Waffen. Im April 1464 verließ Johann die Insel Ischia in Richtung Marseille.
Nachdem die Aufstände der Barone niedergeschlagen waren, sammelte Ferdinand die Armee in Terra di Lavoro, um einen letzten Angriff gegen die Rebellen zu führen und Marzano zu bestrafen. Im Juni 1464 lockte König Ferdinand I. Herzog Marino Marzano an den Fluss Savone, ließ ihn am 8. Juni verhaften, beschlagnahmte seinen Besitz und inhaftierte ihn mit seinem Sohn Giovanni Battista, der erst nach dem Tod des Königs 1494 freikam. Ferdinand ließ Mazanos Frau Eleonora und seine Töchter nach Aversa bringen und gab ihnen eine Pfründe von 3000 Dukaten jährlich. Eleonora erhielt daraufhin von ihrem Bruder Ferdinand I. die Erlaubnis, in Capua in der Burg der Pietre zu leben.
Nach der Thronbesteigung Alfons II. von Aragon (1494) in Neapel ließ dieser Marino Marzano mit anderen Gefangenen nach Ischia bringen und töten. Für andere starb Marzano 1489 eines natürlichen Todes im Gefängnis.

## Abstammung
| Vater Giovanni Antonio Marzano | Giacomo Marzano        | Roberto Marzano                    | Goffredo Marzano       |
| Vater Giovanni Antonio Marzano | Giacomo Marzano        | Roberto Marzano                    | Giovanna Ruffo         |
| Vater Giovanni Antonio Marzano | Giacomo Marzano        | ?                                  | ?                      |
| Vater Giovanni Antonio Marzano | Giacomo Marzano        | ?                                  | ?                      |
| Vater Giovanni Antonio Marzano | Caterina Sanseverino   | Ruggero Sanseverino                | Enrino Sanseverino     |
| Vater Giovanni Antonio Marzano | Caterina Sanseverino   | Ruggero Sanseverino                | Ilaria dell'Oria       |
| Vater Giovanni Antonio Marzano | Caterina Sanseverino   | Marchesa del Balzo                 | ?                      |
| Vater Giovanni Antonio Marzano | Caterina Sanseverino   | Marchesa del Balzo                 | ?                      |
| Mutter Covella Ruffo           | Carlo Ruffo            | Antonio Ruffo                      | Carlo Ruffo            |
| Mutter Covella Ruffo           | Carlo Ruffo            | Antonio Ruffo                      | Giovanna Sanseverino   |
| Mutter Covella Ruffo           | Carlo Ruffo            | Giovanna „Giovannella“ Sanseverino | Enrico Sanseverino     |
| Mutter Covella Ruffo           | Carlo Ruffo            | Giovanna „Giovannella“ Sanseverino | ?                      |
| Mutter Covella Ruffo           | Ceccarella Sanseverino | Ugo Sanseverino                    | Jacopo Sanseverino     |
| Mutter Covella Ruffo           | Ceccarella Sanseverino | Ugo Sanseverino                    | Margherita Chiaramonte |
| Mutter Covella Ruffo           | Ceccarella Sanseverino | ?                                  | ?                      |
| Mutter Covella Ruffo           | Ceccarella Sanseverino | ?                                  | ?                      |

## Nachkommen
Marino Marzano heiratete am 3. Mai 1444 Eleonora von Aragon, die Tochter des Königs Alfons V. von Aragon und seiner Geliebten Gueraldona Carlino, die ihm einen Sohn und sechs Töchter gebar:
- Giovanni Battista, 2. Fürst von Rossano, der eine Dame aus dem Geschlecht der Sanseverino heiratete, oder, nach anderen Quellen, Franceschella Lentini, Tochter des Barons von San Calogero und Calimera, Nachkomme von Alaimo Lentini, von dem der Zweig der Marzano di Monteleone abstammen soll.[10]
- Camilla, genannt „Covella“, die 1475 den Herrn von Gradara und Pesaro, Costanzo I. Sforza, heiratete.[11]
- Katharina, die am 19. November 1479 Antonio Basso Della Rovere, Neffe von Papst Sixtus IV. und Graf von Alliano, heiratete.[12]
- Francesca heiratete 1477 Leonardo III. Tocco, Despot von Epirus und Graf von Kefalonia und Zakynthos.[13]
- Margherita, in erster Ehe verheiratet mit Vlatko Hercegović Kosača, Herzog von St. Sava, in zweiter Ehe mit dem venezianischen Patrizier Marco Loredan, Sohn des Prokurators von San Marco, Antonio Loredan.[14]
- Maria, die 1471 Antonio Todeschini Piccolomini, den Herzog von Amalfi, heiratete.[6]
- Luisa, die den Grafen Bernardino Frangipane heiratete.[15]